# Досконала диз'юнктивна нормальна форма
Доскона́лою диз'юнкти́вною норма́льною фо́рмою (ДДНФ) булевої функції називається диз'юнкція тих конституент одиниці, які перетворюються в одиницю на тих самих наборах змінних, що й задана функція. ДДНФ повинна задовольняти наступним умовам:
- в ній немає однакових доданків;
- жоден із доданків не містить двох однакових співмножників;
- жоден із доданків не містить змінну разом із її запереченням;
- в кожному окремому доданку є як співмножник або змінна xi, або її заперечення для будь-якого i = 1, 2, …, n.

Для будь-якої функції булевої алгебри існує своя ДДНФ, причому тільки одна.

## Приклад знаходження ДДНФ
Для того, щоб отримати ДДНФ функції, потрібно скласти її таблицю істинності. Наприклад, візьмемо одну з таблиць істинності з статті Метод Куайна, в якій знаходження ДДНФ зустрічається декілька разів: 
| {\displaystyle \mathbf {x_{1}} } | {\displaystyle \mathbf {x_{2}} } | {\displaystyle \mathbf {x_{3}} } | {\displaystyle \mathbf {x_{4}} } | {\displaystyle \mathbf {f} ({x_{1}},{x_{2}},{x_{3}},{x_{4}})} |
| -------------------------------- | -------------------------------- | -------------------------------- | -------------------------------- | ------------------------------------------------------------- |
| 0                                | 0                                | 0                                | 0                                | 1                                                             |
| 0                                | 0                                | 0                                | 1                                | 1                                                             |
| 0                                | 0                                | 1                                | 0                                | 1                                                             |
| 0                                | 0                                | 1                                | 1                                | 0                                                             |
| 0                                | 1                                | 0                                | 0                                | 0                                                             |
| 0                                | 1                                | 0                                | 1                                | 0                                                             |
| 0                                | 1                                | 1                                | 0                                | 1                                                             |
| 0                                | 1                                | 1                                | 1                                | 0                                                             |
| 1                                | 0                                | 0                                | 0                                | 0                                                             |
| 1                                | 0                                | 0                                | 1                                | 0                                                             |
| 1                                | 0                                | 1                                | 0                                | 0                                                             |
| 1                                | 0                                | 1                                | 1                                | 0                                                             |
| 1                                | 1                                | 0                                | 0                                | 0                                                             |
| 1                                | 1                                | 0                                | 1                                | 0                                                             |
| 1                                | 1                                | 1                                | 0                                | 1                                                             |
| 1                                | 1                                | 1                                | 1                                | 1                                                             |

В комірках результату {\displaystyle \mathbf {f} ({x_{1}},{x_{2}},{x_{3}},{x_{4}})} відмічаються лишень ті комбінації, які приводять логічний вираз до одиниці. 

Далі розглядається значення змінних при яких функція дорівнює 1. Якщо значення змінної дорівнює 0, то вона записується з інверсією. Якщо значення змінної дорівнює 1, то вона записується без інверсії.
Перший стовпець містить 1 в заданому полі. Відмічаються значення всіх чотирьох змінних це:
- {\displaystyle \mathbf {x_{1}} } = 0
- {\displaystyle \mathbf {x_{2}} } = 0
- {\displaystyle \mathbf {x_{3}} } = 0
- {\displaystyle \mathbf {x_{4}} } = 0

Нульові значення — тут всі змінні представлені нулями — записуються в кінцевому виразі інверсією цієї змінної.
Перший член ДДНФ даної функції має такий вигляд: {\displaystyle {\overline {x_{1}}}\land {\overline {x_{2}}}\land {\overline {x_{3}}}\land {\overline {x_{4}}}} 

Змінні другого члена:
- {\displaystyle \mathbf {x_{1}} } = 0
- {\displaystyle \mathbf {x_{2}} } = 0
- {\displaystyle \mathbf {x_{3}} } = 0
- {\displaystyle \mathbf {x_{4}} } = 1

{\displaystyle \mathbf {x_{4}} } в цьому випадку буде представлений без інверсії: {\displaystyle {\overline {x_{1}}}\land {\overline {x_{2}}}\land {\overline {x_{3}}}\land {x_{4}}}
Таким чином аналізуються всі комірки {\displaystyle \mathbf {f} ({x_{1}},{x_{2}},{x_{3}},{x_{4}})}. ДДНФ цієї функції буде диз'юнкцією всіх отриманих членів (елементарних кон'юнкцій).
Досконала ДНФ цієї функції:
{\displaystyle \mathbf {f} ({x_{1}},{x_{2}},{x_{3}},{x_{4}})=({\overline {x_{1}}}\land {\overline {x_{2}}}\land {\overline {x_{3}}}\land {\overline {x_{4}}})} {\displaystyle \vee }
{\displaystyle ({\overline {x_{1}}}\land {\overline {x_{2}}}\land {\overline {x_{3}}}\land {x_{4}})} {\displaystyle \vee }
{\displaystyle ({\overline {x_{1}}}\land {\overline {x_{2}}}\land {x_{3}}\land {\overline {x_{4}}})} {\displaystyle \vee }
{\displaystyle ({\overline {x_{1}}}\land {x_{2}}\land {x_{3}}\land {\overline {x_{4}}})} {\displaystyle \vee }
{\displaystyle ({x_{1}}\land {x_{2}}\land {x_{3}}\land {\overline {x_{4}}})}
{\displaystyle \vee }
{\displaystyle ({x_{1}}\land {x_{2}}\land {x_{3}}\land {x_{4}})}